# Полевое (Белгород-Днестровский район)
Полевое (укр. Польове) — село, относится к Белгород-Днестровскому району Одесской области Украины.
Население по переписи 2001 года составляло 205 человек. Почтовый индекс — 67755. Телефонный код — 4849. Занимает площадь 0,66 км².

## История
В 1945 г. Указом ПВС УССР село Бени переименовано в Полевое.

## Местный совет
67755, Одесская обл., Белгород-Днестровский р-н, с. Бритовка, ул. Ленина, 56а